# Komunální volby na Slovensku 2010
Komunální volby na Slovensku v roce 2010 se konaly 27. listopadu. Jednalo se o volby do orgánů samosprávy obcí, voleni byli poslanci zastupitelstev, starostové obcí, městských částí a primátoři měst. Na rozdíl od ČR byli starostové a primátoři voleni přímo. Volilo se ve 2924 obcích, volební účast dosáhla 49,69 %.